# Saipem 12000
Die Saipem 12000 ist ein Tiefsee-Bohrschiff (englisch ultra-deep water drillship), das sich im Eigentum des größten italienischen Offshore-Dienstleisters Saipem S.p.A. befindet. Mit seiner Fähigkeit in bis zu 12.000 Fuß (etwa 3.600 m) tiefem Wasser zu bohren, ist es eines der leistungsfähigsten Bohrschiffe der Welt. Der Name des Schiffes leitet sich von diesen Daten ab.
Wie die Saipem 10000 besitzt die Saipem 12000 die Fähigkeit des „Extended Well Testing“ (EWT, dt. etwa „erweitertes Bohrloch-Testen“), mit der unter anderem die Langzeit-Lieferfähigkeit der Quelle bestätigt und das Volumen des Reservoirs ermittelt werden kann, übertrifft sie aber in ihrer Leistungsfähigkeit beim Bohren.

## Geschichte, Aufbau und Technik
Die Saipem 12000 wurde auf der Werft von Samsung Heavy Industries (SHI) in Koje (Südkorea) gebaut und 2010 fertiggestellt.

### Rumpf und Bohrturm
Das Schiff ist 228 m lang und 42 m breit. Es wurde mit 60.538 BRZ vermessen und verdrängt über 96.000 Tonnen.
Der Tiefgang kann abhängig von den Erfordernissen variiert werden: Während der Fahrt liegt er bei rund 8,3 m und beim Bohren im DPS-Modus durch die Aufnahme von Ballastwasser bei bis zu 12 m.
Der Bohrturm ist rund 60 m (200 Fuß) hoch, ist an der Basis etwa 24 m tief und 18 m breit und an der Spitze 18 m tief und 6 m breit. Er trägt eine statische Last von 900 t.

### Energieversorgung und Antrieb
Die Energieerzeugung erfolgt durch sechs Dieselmotoren von MAN (Typ: 16V32/40) mit einer Leistung von je 8.000 kW, die bei dem koreanischen Konzern STX in Lizenz gebaut wurden. Sie sind mit Generatoren von ABB (Typ: AMG 0900 XU10) mit 8.750 Kilovoltampere (kVA) gekoppelt. Damit wird eine elektrische Gesamtleistung von bis zu 52.500 kVA bereitgestellt.
Ein Teil der elektrischen Energie wird für den dieselelektrischen Antrieb der Saipem 12000 verwendet, der zum Antrieb und zum Positionieren sechs Propellergondeln von Rolls-Royce nutzt, die jeweils von einem 4.500 kW starken Elektromotor angetrieben werden.

### Unterbringung und Hubschrauberdeck
Das Wohnmodul bietet Platz für bis zu 200 Personen. Die Unterkunft entspricht den internationalen Sicherheitsstandard und bietet neben den Kabinen zwei Erholungsbereiche, eine Cafeteria, Sauna und Fitnesscenter. Das Hubschrauberdeck ist für Hubschrauber bis zur Größe der Boeing-Vertol CH-47 zugelassen.

## Einsätze
Im Februar 2018 war das Schiff im Auftrag des italienischen Energiekonzerns ENI vor der Küste Zyperns eingesetzt. Dort sollte es rund 50 km südöstlich der Insel nach Erdgas suchen. Sechs türkische Kriegsschiffe hinderten die Saipem 12000 jedoch daran, sich dem Gebiet zu nähern. Dies führte zu diplomatischen Auseinandersetzungen zwischen der EU und der Türkei. Die Türkei argumentierte, sie schütze die Rechte der (nur von ihr anerkannten) Türkischen Republik Nordzypern.